# Eosybra
Eosybra is een kevergeslacht uit de familie van de boktorren (Cerambycidae). De wetenschappelijke naam van het geslacht werd voor het eerst geldig gepubliceerd in 1942 door Breuning.

## Soorten
Eosybra is monotypisch en omvat slechts de volgende soort:
- Eosybra bipunctata Breuning, 1942